# Star Island
Star Island är en ö i Kanada.   Den ligger i provinsen Ontario, i den sydöstra delen av landet, 800 km väster om huvudstaden Ottawa.
I omgivningarna runt Star Island växer i huvudsak blandskog. Trakten runt Star Island är nära nog obefolkad, med mindre än två invånare per kvadratkilometer.